# Lucia Conte
Lucia Conte (Cosenza, 11 gennaio 1993) è una calciatrice italiana, di ruolo attaccante.

## Carriera
Lucia Conte, grazie al padre ex giocatore di rugby, respira la passione per lo sport fin da piccola e si appassiona al calcio giocando per strada con i cugini. Dopo aver giocato nelle formazioni miste fino ai 14 anni, età limite per giocare con i maschietti, decide di tesserarsi con l'Argentanese, società che iscritta alla Serie B la inserisce in una formazione interamente femminile. Vestendo i colori rossoblu della società di San Marco Argentano gioca la stagione 2008-2009 nel Girone D riuscendo a mettersi in luce siglando 9 reti su 20 incontri, non riuscendo tuttavia ad evitare la retrocessione in Serie C regionale.
Durante il calciomercato estivo viene contattata dalla Polisportiva Real Cosenza che le offre un posto in rosa per la stagione entrante. Con le biancazzurre gioca tre stagioni, le prime due in Serie B e la terza, la 2011-2012, in Serie A2, al termine del quale la squadra si classifica all'ultimo posto con conseguente retrocessione in Serie B regionale.
Durante il calciomercato estivo 2012 viene contattata dalla Pink Sport Time che le offre la possibilità di rimanere a giocare in A2 sotto la guida del mister Isabella Cardone. Decide quindi di vestire la casacca rosablu della società barese alternando il calcio con l'impegno universitario, nella stagione 2012-2013 in A2, per poi passare in B, ritornata secondo livello del campionato italiano femminile di calcio, la stagione successiva, quella che vede la storica promozione della società in Serie A al termine del campionato. Con la promozione e gli accordi con il Bari Conte affronta la stagione 2014-2015 con la nuova maglia biancorossa debuttando in Serie A alla 1ª giornata di campionato, il 4 ottobre 2014, nella partita persa per 0-4 in casa della Res Roma. Pedina fondamentale negli assist, a causa di un infortunio è costretta a saltare dalla 4ª all'11ª giornata, compromettendo le prestazioni della squadra nella prima parte del campionato, la quale pur con i rinforzi arrivati durante il calciomercato invernale non riesce ad evitare la retrocessione. Conte riesce tuttavia anche se con solo due reti, la prima siglata il 14 febbraio 2015 alla 16ª giornata (1-4 sul Riviera di Romagna) e prima in carriera nella massima serie, a essere la migliore realizzatrice della Pink, dietro alla bomber scozzese Lana Clelland (10) e Carmela Anaclerio (5). Grazie alla non iscrizione dell'Acese, la Pink viene ripescata e Conte ha l'occasione di giocare la sua seconda stagione nel massimo livello del campionato italiano femminile di calcio.
Dopo aver deciso di lasciare temporaneamente l'agonismo al termine della stagione 2015-2016 in favore degli studi universitari, nell'estate 2017 ritorna al calcio giocato sottoscrivendo un accordo con la Roma CF per giocare in Serie B la stagione entrante.

## Palmarès

### Club
- Campionato italiano di Serie B: 1

Pink Sport Time: 2013-2014